# Henrique Guimarães
Henrique Guimarães   () és un judoka brasiler, ja retirat, guanyador d'una medalla olímpica.
El 1996 va prendre part en els Jocs Olímpics d'Estiu d'Atlanta, on guanyà la medalla de bronze en la competició del pes semi lleuger del programa de judo. També va prendre part, sense sort, en els Jocs Olímpics del 2000 i 2004.
En el seu palmarès també destaquen dues medalles de bronze en els Jocs Panamericans de 1995 i 2003 i sis medalles en els Campionats Panamericans de judo, dues d'or, tres de plata i una de bronze, entre el 1994 i el 2003.